# シルベスター・ジャスパー
シルベスター・アレクサンダー・ジャスパー (Sylvester Alexander Jasper ブルガリア語: Силвестър Александър Джаспър , 2001年9月13日 - )は、イングランド・ロンドン・サザーク区出身のサッカー選手。ポーランドのシロンスク・ヴロツワフ所属。ポジションはFW。

## クラブ経歴
クイーンズパーク・レンジャーズFCのユースを経て2012年にフラムFCのユースアカデミーに入所。2019-20シーズンにU-18ユースリーグで13試合6ゴールを記録し、2020年にトップチームに昇格。1月4日のFAカップのアストン・ヴィラFC戦でベンチ入りし、25日に同じくFAカップのマンチェスター・シティFC戦でトップチームデビュー。その後EFLチャンピオンシップ (2部リーグ)でも2試合に起用され、同シーズンの2部リーグ優勝を経験。2020-21シーズンはU-23リーグで8ゴールを決めた。
2021年8月4日、コルチェスター・ユナイテッドFCへの2022年1月までのローン移籍が発表。EFLリーグ1 (3部リーグ)で2ゴールを記録し、2022年1月31日にはハイバーニアンFCへの2021-22シーズン終了までのローン移籍が発表された。2022年9月1日、ブリストル・ローヴァーズFCへ2022-23シーズン終了までローン移籍。
2023年4月5日、ポルティモネンセSCに移籍した。

## 代表経歴
2016年にU-15のイングランド代表でプレーしたジャスパーだったが、2021年からはブルガリア人の母親の国籍を行使してブルガリア代表でプレーしている。

## 人物
- 父はナイジェリア系イングランド人で、母はブルガリア人[7]。